# Gaia Vuerich
Gaia Vuerich (Cavalese, 4 luglio 1991) è un'ex fondista italiana.

## Biografia
Originaria di Predazzo, ha preso parte a quattro edizioni dei Mondiali juniores, ottenendo come miglior risultato il 4º posto nella sprint di Hinterzarten 2010.
In Coppa del Mondo ha esordito il 13 gennaio 2009 nella sprint di Valdidentro (29ª).
In carriera ha preso parte a due edizioni dei Giochi olimpici invernali, Soči 2014 (7ª nella sprint, 13ª nella sprint a squadre) e Pyeongchang 2018 (21ª nella sprint, 15ª nella sprint a squadre), e a quattro dei Campionati mondiali (11ª nella sprint a squadre a Falun 2015 il miglior risultato).
Ha annunciato il suo ritiro dalle competizioni, con polemiche, alla fine della stagione 2017/18.

## Palmarès

### Coppa del Mondo
- Miglior piazzamento in classifica generale: 27ª nel 2014

### Campionati italiani
- 2 medaglie:
  -  1 oro (sprint TL nel 2013)
  -  1 bronzo (sprint TC nel 2012)[senza fonte]

### Campionati italiani juniores
- 4 medaglie:
  -  3 argenti (2,5 km TC, 7,5 km TC, 7,5 TL nel 2010)
  -  1 bronzo (5 km TC nel 2010)[senza fonte]